# Association loyale d'Orange du Canada
Pour les articles homonymes, voir Orangisme.
 (septembre 2017).
L'Association loyale d'Orange du Canada (en anglais : Loyal Orange Association of Canada) est une société fraternelle protestante affiliée au mouvement orangiste mondial originaire de l'Irlande du Nord (Ordre d'Orange (1795)). Fondée en 1830 à Brockville en Ontario par Ogle Robert Gowan, l'association connaît une croissance importante dans la deuxième moitié du XIXe siècle et la première moitié du XXe, particulièrement en Ontario, au Nouveau-Brunswick et à Terre-Neuve. Vers 1920, le nombre de loges orangistes en activité au Canada atteint des sommets, au point de constituer la majorité des loges dans tout l'Empire britannique. Après les années 1970, les effectifs du mouvement orangiste canadien se mettent à chuter et cette tendance à la baisse se poursuit jusqu'au début du XXIe siècle.

## Histoire
L'apparition des premières loges orangistes au Canada survient moins de cinq ans après la fondation de l'Ordre loyal d'Orange (Loyal Order of Orange) en Irlande ulstérienne, le 21 septembre 1795. Ces premières loges que l'on retrace en 1799-1800 sont le fait de militaires britanniques et ne s'enracinent pas. Elles sont suivies par des loges civiles qui s'implantent de façon permanente dans tout l'Amérique du Nord britannique (ANB) avec l'immigration irlandaise protestante. Leur nombre augmente rapidement, particulièrement dans le Haut-Canada (Ontario) et au Nouveau-Brunswick, durant le premier tiers du XIXe siècle.
Les loges de l'ANB, nombreuses mais éparpillées et communiquant peu entre elles, sont réunies sous une Grande loge d'Orange de l'Amérique britannique (Grand Orange Lodge of British America) à Brockville, en Ontario, le 1er janvier 1830 à l'initiative de Ogle Robert Gowan, qui devient d'ailleurs Grand maître adjoint (Deputy Grand Master) de l'association. Le nombre de loges croît rapidement dans la plupart des provinces de l'ANB, ce qui entraîne la création de grandes loges provinciales. Après l'Ontario, le Québec et le Nouveau-Brunswick, le mouvement s'organise dans les autres provinces Maritimes. Une Grande loge provinciale est fondée en Nouvelle-Écosse en 1859 et une autre à l'Île-du-Prince-Édouard en 1862.
En 1867, l'orangiste John A. Macdonald devient le premier Premier ministre du Dominion du Canada (Dominion of Canada). Il ne sera pas le dernier. En effet, trois autres orangistes parviendront à la tête de la fédération canadienne : John Abbott de 1891 à 1892, Mackenzie Bowell, de 1894 à 1896 et, beaucoup plus tard, John Diefenbaker, de 1957 à 1963.
En 1900, le Canada surpasse l'Irlande pour le nombre de ses loges orangistes et en 1912 c'est la moitié de tous les orangistes du monde qui sont Canadians.

## Organisation

### Structure
Le mouvement orangiste s'est constitué sur la base d'un système de loges semblable à celui des sociétés secrètes de la franc-maçonnerie. Le siège social de la branche canadienne du mouvement est situé dans l'actuel quartier Willowdale de la ville de Toronto en Ontario. L'Association loyale d'Orange du Canada participe au Grand conseil impérial de l'Ordre d'Orange qui se réunit une fois tous les trois ans.
Loges primaires
Les Loyal Orange Lodges (LOL) sont le premier lieu de rassemblement des orangistes au niveau local. Chaque loge primaire envoie des représentants à une loge de comté, qui à son tour envoie des représentants à une grande loge provinciale. Quelques loges provinciales ont également des loges de district qui constituent un niveau intermédiaire entre les loges primaires et les loges de comté. Plusieurs loges canadiennes sont jumelées à des loges nord-irlandaises.
Loges féminines
Les femmes protestantes ont leur propre réseau de loges administrées par leur propre association, la Ladies' Orange Benevolent Association (LOBA). L'association féminine possède également un réseau de loges d'élite, les Lodges of the Crystal Chapter.
Loges juvéniles
Il existe deux types de loges pour les jeunes orangistes : celles de la Loyal Orange Young Briton Association (LOYBA) pour les jeunes mâles de 12 à 25 ans de même que les Junior Orange Lodges (JOL) pour les garçons et filles de 6 à 16 ans.

### Officiers
Les officiers d'une loge primaire sont les suivants :
- Maître d'office (Worshipful Master) : préside lors des réunions, maintient l'ordre, le décorum et la bonne conduite d'une loge. Il est le conservateur des biens appartenant à la loge et voit à l'observation de la constitution et des règlements de l'association.
- Ancien maître (Past Master) : apporte son assistance lors de l'initiation des membres aux différents grades de la loge. Il est souvent appelé à titre de conseiller.
- Maître-assistant (Deputy Master) : aide le maître d'office dans l'exercice de ses fonctions et le remplace en son absence.
- Aumônier (Chaplain) : conduit les cérémonies religieuses d'une loge. Il n'est pas nécessairement membre d'un clergé.
- Secrétaire archiviste (Recording Secretary) : garde les seaux, les procès-verbaux et les autres documents écrits de la loge. Il tient compte-rendu des réunions et se charge de la correspondance de la loge.
- Secrétaire financier (Financial Secretary) : garde les documents comptables associant une loge à ses membres afin de tenir la liste des membres à jour.
- Trésorier (Treasurer) : Garde les fonds de la loge et paye les comptes lorsqu'il est autorisé à le faire. Il présente un rapport de la condition financière de la loge sur demande.
- Conducteur de cérémonie (Marshal/Director of Ceremonies) : assure la bonne mise de tous les membres. Responsable d'escorter et d'introduire les dignitaires et de diriger les processions et les cérémonies de la loge.
- Maîtres de conférences (Lecturers): fait l'ouverture et la fermeture des cérémonies de la loge, et informe les candidats nouvellement initiés à propos des grades.
- Portier et sentinel (Tyler and Sentinel) : responsable de l'admission des membres dans les lieux de réunion. Voit à ce que les cérémonies ne soient pas interrompues une fois commencées.
- Comité (Committee): gère les cas d'entorse au règlement et la restitution des membres suspendues.

Chaque loge a un exécutif composé du maître d'office, de son assistant, du secrétaire archiviste et du trésorier.

### Grades
Les membres d'une loge peuvent monter en grade dans l'ordre d'Orange. Les grades remis par les loges du Canada sont, par niveau de prestige, Orange, Royal Blue, Royal Arch Purple et Royal Scarlet.

### Autres
En plus des loges orangistes, le Canada compte quelques autres institutions protestantes indépendantes qui appartiennent néanmoins à la mouvance orangiste. D'autres organisations protestantes, en particulier le Ku Klux Klan, ont également entretenu des rapports étroits avec l'orangisme canadien. 
Chevaliers noirs royaux
Le Canada compte 160 preceptories (équivalent des loges) de la Royal Black Institution, fondée en Irlande en 1797, deux ans après la naissance de l'ordre d'Orange.
Loyal True Blue
La Loyal True Blue Association est une société fraternelle protestante indépendante de l'ordre d'Orange, mais dont les principes et objectifs sont similaires.
Ku Klux Klan
Le second Ku Klux Klan, qui renaît de ses cendres aux États-Unis à la suite de la parution du film The Birth of a Nation de David Wark Griffith en 1915, traverse la frontière canado-américaine, s'implante un peu partout dans les milieux protestants et noue une relation solide avec le mouvement orangiste canadien.

## Membres
Les principaux critères d'entrée pour être membre d'une loge orangiste sont d'être protestant, d'avoir au moins 16 ans et de payer sa cotisation. Les nouveaux membres doivent prêter serment sur la Bible de porter allégeance à la reine du Canada tant qu'elle soutiendra la foi protestante. 
Le nombre des membres en règle de l'Ordre d'Orange au Canada amorce un déclin significatif dans la deuxième moitié du XXe siècle. l'Ordre revendique de 25 000 à 30 000 membres en 1998, alors qu'il en revendiquait environ 100 000 en 1972. Le tiers des hommes protestants d'âge adulte sont membres d'une loge d'Orange au cours de la période de 1870 à 1920,.
Ontario
L'Ontario compte aujourd'hui deux grandes loges provinciales, la Provincial Grand Lodge of Ontario West et la Provincial Grand Lodge of Ontario East. La grande loge de l'Ouest déclare que 18 loges de comtés, 95 loges primaires et 17 scarlet chapters sont en activités sur son territoire. Celle de l'Est compte 9 loges de comtés, deux de district, près de 100 loges primaires, un chapitre Grand Black et plusieurs scarlet chapters.
En 1830, quand Ogle Robert Gowan fonde l'Association loyale d'Orange de l'Amérique britannique à Brockville, l'Ontario compte déjà de nombreuses loges. La multiplication des loges prend une telle ampleur dans la province (nommée Haut-Canada de sa fondation en 1791 à 1840) qu'il faut fonder plus d'une grande loge provinciale. Dans les années 1870, la ville de Toronto est surnommée la « Belfast du Canada » et Kingston la « Derry du Canada ». Au niveau municipal, des orangistes remporteront systématiquement les élections du conseil de la ville de Toronto. Quatre premiers ministres de l'Ontario ont fait partie de l'Ordre : George Howard Ferguson, George Stewart Henry, Thomas L. Kennedy et Leslie Miscampbell Frost.
Québec
Le Québec a sa grande loge provinciale depuis 1849. Des loges sont toujours en activités dans le Pontiac en Outaouais et dans les Cantons de l'Est.
Une première loge orangiste militaire aurait été fondée à Montréal en 1800. Arthur Hooper, un Irlandais protestant qui s'établit à Montréal en 1821, est le fondateur de la première loge orangiste civile du Québec, qui est peut-être aussi la première de tout l'Amérique du Nord britannique. En 1859, on dénombre déjà 11 loges à Québec, 13 à Montréal et 20 dans le comté d'Argenteuil des Laurentides. Les loges se multiplient dans les principales villes du Québec et même dans certains milieux ruraux colonisés par des protestants, comme Inverness, Kinnear's Mills, Leeds, le Pontiac, Lachute et Kildare.
Nouveau-Brunswick
23 loges primaires et six loges de comté seraient en activité sur la juridiction de la grande loge provinciale du Nouveau-Brunswick.
Le Nouveau-Brunswick compte déjà entre 40 et 50 loges organisées en 1838, année de fondation de la grande loge provinciale. Trois premiers ministres du Nouveau-Brunswick ont fait partie de l'Ordre : Henry Emmerson, William Pugsley et John Babington Macaulay Baxter.
Nouvelle-Écosse
La grande loge provinciale de la Nouvelle-Écosse est fondée en 1859. Gordon Sydney Harrington, premier ministre de la province de 1930 à 1933, était membre d'une loge orangiste.
Île-du-Prince-Édouard
L'Île-du-Prince-Édouard compte 33 loges en 1860. La grande loge provinciale de l'île est fondée en 1862.
Terre-Neuve
L'orangisme s'étend à Terre-Neuve en 1863, date de fondation de la première loge sur le territoire. Une grand loge provinciale est fondée en 1870 par les six loges en activités à l'époque. En 1920, les loges actives se chiffraient à 190. Le nombre de membres se met à chuter après 1960, 40 ans après l'Ontario, mais un peu avant l'Irlande du Nord. Trois premiers ministres de Terre-Neuve ont fait partie du mouvement orangiste canadien : James Spearman Winter, Robert Bond et Joseph Roberts Smallwood.
Ouest
Une dizaine de loges orangistes sont organisées sous la juridiction d'une grande loge de l'Ouest.
La première loge de la Colombie-Britannique est fondée en 1863. Des loges orangistes sont fondées au Manitoba dans la décennie de 1870-1879. Par la suite la colonisation protestante favorisée par la construction du chemin de fer amène l'organisation de loges dans les provinces de la Saskatchewan et de l'Alberta.

## Activités

### Défilés
Les orangistes canadiens manifestent leur existence au monde lors du défilé annuel du 12 juillet en mémoire de la victoire du roi protestant Guillaume d'Orange sur le roi catholique Jacques II au cours de la Bataille de Boyne en 1690. L'un des plus importants de ces défilés au Canada est celui qui a lieu dans la ville de Toronto. Terre-Neuve est, avec l'Irlande du Nord, le seul endroit du monde où le 12 juillet est une fête légale.

### Publication
Pour diffuser son message, le mouvement orangiste canadien publie un journal, The Sentinel, qui paraît de nos jours quatre fois par année. Fondé en 1875 en tant qu'hebdomadaire, il eut pour premiers éditeurs Edward Frederick Clarke et John Hewitt.
Au plus fort de sa vitalité, le mouvement jouissait d'une force médiatique considérable. À ses propres maisons d'édition, qui produiront plusieurs ouvrages de propagande et de nombreux pamphlets politiques, s'ajoutaient les journaux détenus par des orangistes fortunés. De plus, les journalistes orangistes étaient présents en nombre dans l'ensemble de la presse à fort tirage.
Mackenzie Bowell, futur grand maître de la Grande Loge d'Orange du Canada (de 1870 à 1878) et premier ministre du Canada (de 1894 à 1896), figure en 1859 parmi les membres fondateurs de la Canadian Press Association, dont il devient le président en 1865-1866. 
Une autre institution journalistique majeure, la Canadian Associated Press, qui devient la Canadian Press en 1910, est fondée en 1902 par l'orangiste John Ross Robertson, propriétaire et rédacteur en chef du Daily Telegraph de Toronto.

### Politique
Comme en Irlande du Nord, c'est l'action politique qui constitue l'activité principale du mouvement orangiste. Si au plus fort de son influence sociale au début du XXe siècle, le mouvement orangiste canadien appuie des candidats issus de ses propres rangs au moyen de ses organes de presse, il doit aujourd'hui se contenter d'exercer le poids d'un lobby parmi tant d'autres.

### Assurance-vie
En plus d'organiser les défilés du 12 juillet, un tournoi de golf bénéfice,, la publication du journal mensuel The Sentinel, la grande loge canadienne offre des services d'assurance-vie à ses membres via le Orange Benefit Fund, fondé en 1881.

### Bienfaisance
Bien que tournés davantage vers l'action politique, les orangistes se consacrent également à la bienfaisance de leurs coreligionnaires. Ils collectent des fonds pour les organismes de charité et administrent des maisons pour personnes âgées et orphelins. Dans les années 1960, ils administrent 13 de ces établissements plus une maison d'accueil pour les cancéreux.

## Idéologie
L'idéologie orangiste est transplantée telle quelle de l'Ulster au Canada, mais une fois enracinée, elle prend des couleurs canadiennes. Les catholiques de l'Amérique du Nord britannique étant pour l'essentiel des francophones, c'est contre la présence démographique et l'influence politique des Acadiens, des Québécois et des Métis que les orangistes se sont mobilisés et se mobilisent encore aujourd'hui. Le préjugé anti-catholique des colons britanniques protestants se double ainsi d'un préjugé anti-français en sol américain. Parallèlement, le sentiment antirépublicain est dirigé contre les États-Unis plutôt que contre la République irlandaise.
Plus tard, en 1867, lorsque se matérialise le projet de fédérer les provinces et territoires de l'Amérique du Nord (sous le nom de « Canada »), le mouvement orangiste se fait également le promoteur du nouveau nationalisme canadien (canadian). Malgré le nom, ce nationalisme « canadien » a peu à voir avec le Canada fondé par Samuel de Champlain en 1608, car pour les orangistes, l'histoire du Canada ne commence véritablement qu'en 1759, lorsque le général anglais James Wolfe prend la ville de Québec. Le Canada des orangistes est avant tout une monarchie constitutionnelle, une partie intégrante du Commonwealth britannique, un pays où la langue anglaise et la culture protestante doivent continuer de triompher. C'est aujourd'hui encore la raison d'être du mouvement orangiste au Canada, comme l'atteste l'énoncé de mission qui paraît en page d'accueil du site de l'association. L'hymne national officieux du Canada de 1867 à 1980, intitulé The Maple Leaf Forever (La feuille d'érable à jamais), est composé par Alexander Muir, un orangiste qui participe à la Bataille de Ridgeway contre les Fenians.
En plus de soutenir un nationalisme sectaire et chauvin qui glorifie la suprématie de l'Empire britannique dans le monde, l'idéologie orangiste canadienne se laisse pénétrer par le courant fortement raciste du Ku Klux Klan américain et par les courants antisémites et fascistes du Royaume-Uni. L'orangisme canadien, fortement organisé depuis le milieu du XIXe siècle, fera donc le nid de l'extrême-droite canadienne au XXe siècle.

## Influence
Le mouvement orangiste canadien exerce une influence significative et durable sur la société canadienne de la fondation de l'Association loyale d'Orange du Canada en 1830 jusqu'aux années 1970.

### Politique
Le mouvement orangiste peut s'enorgueillir d'avoir eu dans ses rangs plus 300 hommes qui ont marqué la politique de l'Amérique du Nord britannique (et plus tard la fédération canadienne) à tous les niveaux. Parmi eux, on distingue quatre premiers ministres fédéraux (John A. Macdonald, John Abbott, Mackenzie Bowell et John Diefenbaker), 12 premiers ministres provinciaux, des centaines de députés fédéraux et provinciaux (dont plusieurs ont été ministres), des sénateurs, des juges, des diplomates, des conseillers municipaux et des maires.

### Militaire
En plus de l'appareil politique, la pénétration du mouvement est également très forte dans la hiérarchie militaire canadienne et les forces de l'ordre, tant au niveau fédéral que dans les provinces, sauf le Québec. Les premières loges orangistes fondées en Amérique du Nord britannique sont des loges militaires, mais elles ne s'enracinent pas, contrairement aux loges civiles fondées plus tard par des colons nord-irlandais. C'est à la faveur des affrontements armés de 1837-1838 dans le Bas-Canada et le Haut-Canada que les orangistes, qui sont nombreux à se porter volontaire dans la milice, font leur entrée dans les forces coloniales. Les effectifs orangistes au sein des troupes de Sa Majesté continueront d'être importants lors de nombreux conflits militaires de l'histoire du Canada et de l'Empire britannique.

### Culturelle
Le Canada compte plusieurs lieux de réunions officiels dit Orange Halls, dont quelques-uns sont aujourd'hui des édifices patrimoniaux fréquentés par les touristes. Parmi les Orange Halls les plus impressionnants sont celui de la loge Strathcona à Edmonton, celui de Victoria en Colombie-Britannique, de Brandon au Manitoba, de Innisfail en Alberta, ainsi que le Thomas Scott Memorial de Winnipeg. À Terre-Neuve, le Orange Hall de New Perlican est aujourd'hui une attraction touristique nommée Orange Museum et le Loyal Orange Association Hall de Bonavista est classé comme édifice patrimonial (Heritage Structure) par le gouvernement de la province depuis mai 1997.